# Abrasivo
Abrasivos são substâncias naturais ou sintéticas empregadas para desgastar, polir, ou limpar outros materiais. Alguns ocorrem em veios na crosta terrestre, outros são os próprios minerais formadores das rochas. De acordo com sua origem, podem exibir diferentes graus de consolidação, com propriedades físicas e químicas diversas. O diamante é o abrasivo natural de maior dureza que se conhece. Quando imperfeitos e pequenos, os diamantes são triturados e reduzidos a pó, para operações de polimento e esmerilhamento. Encontram-se dois tipos diferentes: os carbonados ou diamantes negros, sobretudo no estado da Bahia, Brasil; e os borts, na África do Sul.
Desde o neolítico, quando povos primitivos os utilizavam para dar forma às pedras com que fabricavam seus instrumentos, até nossos dias, os abrasivos encontram múltiplas aplicações em diversos processos industriais e artesanais.
Embora ainda muito utilizados, os abrasivos naturais vêm sendo gradativamente substituídos pelos sintéticos, entre os quais destaca-se o carborundum ou carbeto de silício, resultante da combinação de carbono com silício, obtida pela fusão, em forno elétrico, de uma mistura de coque, silício e serragem. A alumina artificial, largamente utilizada, é produzida com a fusão da bauxita em fornos elétricos. Além dessas duas substâncias, obtiveram-se com sucesso, em laboratório, o carbeto e o nitreto de boro, abrasivos com dureza semelhante à do diamante, sendo este último também produzido artificialmente por processos que utilizam altas pressões e temperaturas.
No trabalho com vidro e metais, são geralmente empregados os abrasivos artificiais: carbeto de silício e alumina sintética. Já no polimento de lentes de instrumentos científicos, máquinas fotográficas e óculos utiliza-se a alumina natural pulverizada. Na fabricação do papel de lixas, dá-se preferência ao quartzo.
Em virtude de suas múltiplas aplicações, preparam-se abrasivos em vários tamanhos: inicialmente são triturados e depois classificados em peneiras segundo o tamanho da partícula. A seguir, são transformados em pasta ou em blocos, segundo sua utilização.

## Escala de Mohs
A dureza dos abrasivos, ou seja, sua capacidade de riscar outros materiais, é definida de acordo com a chamada escala de Mohs, criada em 1812 pelo mineralogista alemão Friedrich Mohs. A escala compõe-se de dez minerais, aos quais se atribuíram valores arbitrários de dureza, em ordem ascendente: (1) talco e grafita; (2) gesso; (3) calcita; (4) fluorita; (5) apatita; (6) ortoclásio; (7) quartzo; (8) topázio; (9) coríndon; e (10) diamante. Isto é, o topázio risca o quartzo, mas não o coríndon, pelo qual se permite ao risco; o aço, que tem grau de dureza entre os números 6 e 7, risca o feldspato, mas não o quartzo, pelo qual é riscado.

### Grãos Abrasivos[1]
__________________________________________________________________________________________________________________________
Desbaste Pesado - Grãos: 16, 24, 30, 36, 40 e 50
Desbaste Leve - Grãos: 60, 80 e 100
Semi Acabamento - Grãos: 120, 150 e 180
Acabamento - Grãos: 220, 240, 280 e 320
Polimento - Grãos: 360, 400, 500, 600, 800, 1200, 1500, 2000 e 2500.
- Fonte:  Grãos Abrasivos